# Gare d’Is-sur-Tille
Gare d’Is-sur-Tille vasútállomás Franciaországban, Is-sur-Tille településen.

## Vasútvonalak
Az állomást az alábbi vasútvonalak érintik:
- Is-sur-Tille-Culmont-Chalindrey-vasútvonal

## Kapcsolódó állomások
A vasútállomáshoz az alábbi állomások vannak a legközelebb:
- Gare de Culmont - Chalindrey
- Gare de Gemeaux
- Gare de Dijon-Ville
- Gare de Dijon-Porte-Neuve